# Keystone (Florida)
Keystone es un lugar designado por el censo ubicado en el condado de Hillsborough en el estado estadounidense de Florida. En el Censo de 2010 tenía una población de 24.039 habitantes y una densidad poblacional de 237,04 personas por km².

## Geografía
Keystone se encuentra ubicado en las coordenadas 28°7′40″N 82°36′29″O / 28.12778, -82.60806. Según la Oficina del Censo de los Estados Unidos, Keystone tiene una superficie total de 101.41 km², de la cual 90.98 km² corresponden a tierra firme y (10.29%) 10.44 km² es agua.

## Demografía
Según el censo de 2010, había 24.039 personas residiendo en Keystone. La densidad de población era de 237,04 hab./km². De los 24.039 habitantes, Keystone estaba compuesto por el 86.61% blancos, el 3.9% eran afroamericanos, el 0.23% eran amerindios, el 5.57% eran asiáticos, el 0.06% eran isleños del Pacífico, el 1.12% eran de otras razas y el 2.5% pertenecían a dos o más razas. Del total de la población el 10.86% eran hispanos o latinos de cualquier raza.